# Alla kungar bär inte krona
Alla kungar bär inte krona är ett musikalbum av Organismen som släpptes 2014.

## Låtlista
| Spår | Titel                                            | Tid   |
| ---- | ------------------------------------------------ | ----- |
| 1    | Svindel                                          | 02:02 |
| 2    | Ta i trä                                         | 03:40 |
| 3    | Jag & min guzz                                   | 03:26 |
| 4    | Ljusår                                           | 04:49 |
| 5    | Molly Sandén - Öris                              | 05:08 |
| 6    | Vart du ska                                      | 03:46 |
| 7    | Medicin - Öris, Chords                           | 03:48 |
| 8    | Uppsala                                          | 04:26 |
| 9    | Det bästa året - Daltone, Öris, Yemi, Roffe Ruff | 07:21 |
| 10   | Fyra dagar innan snön kom                        | 03:00 |